# Paraparawa
Paraparawa – twórca rolnictwa w mitach Indian Trio (Tiriyó) z Surinamu i Brazylii.
Według mitu, przed Paraparawą, ludzie żywili się wyłącznie mięsem zwierząt. Paraparawa złowił rybę i gdy miał ją zjeść, ta zmieniła się w piękną kobietę. Paraparawa poprosił ją by została jego żoną, a ona zgodziła się. Na weselną ucztę, z głębin rzeki, przybył jej ojciec pod postacią aligatora (w innej wersji mitu pod postacią anakondy). W pysku trzymał naręcza owoców: banany, owoce jukki, bataty i pochrzyny. Żona poradziła Paraparawie by ten zamiast zjeść dary, zasadził je w ziemi.
Paraparawa podzielił owoce na mniejsze części i zakopał. Z każdego kawałka wyrosły nowe krzewy, wydając od razu owoce. Plon był tak obfity, że ucztować mógł cały lud Paraparawy. Gdy po skończeniu uczty, Paraparawa zasadził resztki, ponownie wyrosły z nich krzewy z owocami. Tak w szczepie Trio narodziło się rolnictwo.